# Nautik
Nautik sjöväsen, sjöfarts och dess vetenskap och utövande, dvs. navigation och sjömansmässigt handhavande av fartyg och dess last, utövarna av nautik kallas nautiker.

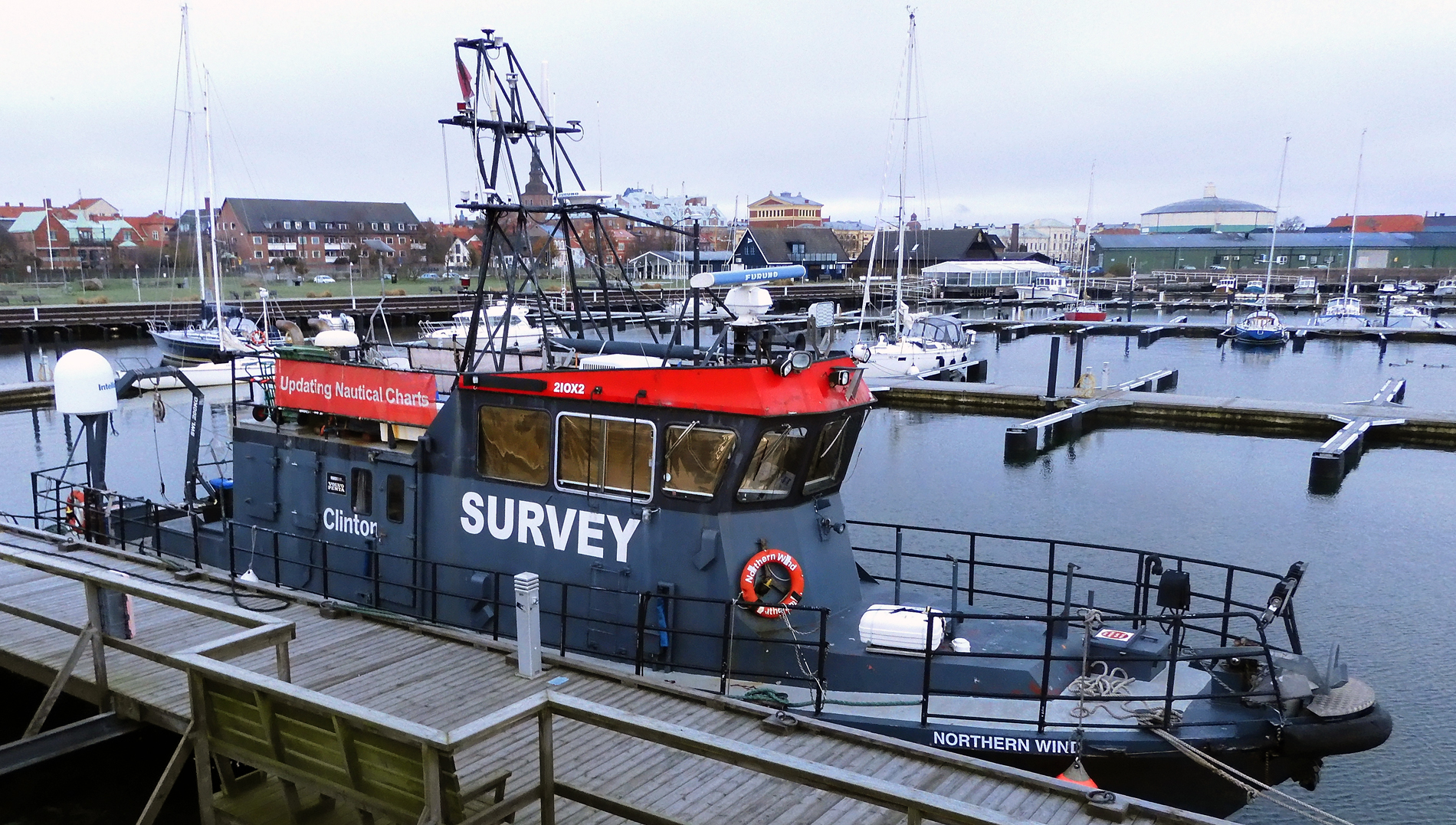
Ett fartyg för nautiska undersökningar.

Nautikerns utbildning är vanligtvis sjökaptens examen och kan variera mellan tre och fem år i längd beroende på skola och land, utbildningen består i huvudsak av navigation, ledarskap, stabilitet, matematik, sjukvård, radiokommunikation, språk etc.
Examinerad med sjökaptensexamen och stipulerad praktik tid på ca 36 månader effektiv tid på fartyg som däcks officer äger rätt att söka sjökaptens brev (sjökaptens behörighet) från respektive lands hamnstats myndighet, i Sverige transportstyrelsen.